# Nastri d'argento 1960
La 15ª edizione dei Nastri d'argento si è svolta il 19 febbraio 1960 al Teatro Eliseo di Roma.

## Vincitori e candidati
I vincitori sono indicati in grassetto, a seguire gli altri candidati.

### Regista del miglior film
- Roberto Rossellini - Il generale Della Rovere
- Pietro Germi - Un maledetto imbroglio
- Mario Monicelli - La grande guerra

### Miglior produttore
- Goffredo Lombardo - per il complesso della produzione
- Moris Ergas - Il generale Della Rovere
- Dino De Laurentiis - La grande guerra

### Migliore soggetto originale
- Pier Paolo Pasolini - La notte brava
- Valerio Zurlini - Estate violenta
- Mario Monicelli, Agenore Incrocci, Furio Scarpelli e Luciano Vincenzoni - La grande guerra

### Migliore sceneggiatura
- Ennio De Concini, Alfredo Giannetti e Pietro Germi - Un maledetto imbroglio
- Diego Fabbri, Sergio Amidei e Indro Montanelli - Il generale Della Rovere
- Mario Monicelli, Agenore Incrocci, Furio Scarpelli e Luciano Vincenzoni  - La grande guerra

### Migliore attrice protagonista
- Eleonora Rossi Drago - Estate violenta
- Anna Magnani - Nella città l'inferno
- Carla Gravina - Esterina

### Migliore attore protagonista
- Alberto Sordi - La grande guerra
- Vittorio Gassman - La grande guerra
- Vittorio De Sica - Il generale Della Rovere

### Migliore attrice non protagonista
- Cristina Gaioni - Nella città l'inferno
- Franca Valeri - Arrangiatevi!

### Migliore attore non protagonista
- Claudio Gora - Un maledetto imbroglio
- Vittorio Caprioli - Il generale Della Rovere
- Franco Interlenghi - La notte brava

### Miglior costumista
- Piero Tosi - Policarpo, ufficiale di scrittura
- Danilo Donati - La grande guerra

### Migliore musica
- Mario Nascimbene - Estate violenta
- Carlo Rustichelli - Un maledetto imbroglio
- Piero Piccioni - I magliari

### Migliore fotografia in bianco e nero
- Gianni Di Venanzo - I magliari
- Giuseppe Rotunno - La grande guerra
- Armando Nannuzzi - La notte brava

### Migliore fotografia a colori
- Gábor Pogány - Europa di notte
- Giuseppe Rotunno - Policarpo, ufficiale di scrittura
- Aldo Tonti - Vacanze d'inverno

### Migliore scenografia
- Mario Garbuglia - La grande guerra
- Flavio Mogherini - Policarpo, ufficiale di scrittura

### Regista del miglior film straniero
- Ingmar Bergman - Il posto delle fragole (Smultronstället)
- Robert Bresson - Un condannato a morte è fuggito (Un condamné à mort s'est échappé)
- Alain Resnais - Hiroshima mon amour

### Miglior cortometraggio
- I fratelli Rosselli - regia di Nelo Risi